# 红脉猪笼草
红脉猪笼草（学名：Nepenthes × ferrugineomarginata）是白环猪笼草和两眼猪笼草的自然杂交种。其种加词“ferrugineomarginata”来源于拉丁文“ferrugineus”和“marginatus”，意为“红色的脉”。其分布于婆罗洲及苏门答腊。1981年，仓田重夫在西加里曼丹省采集到了该自然杂交种的模式标本。

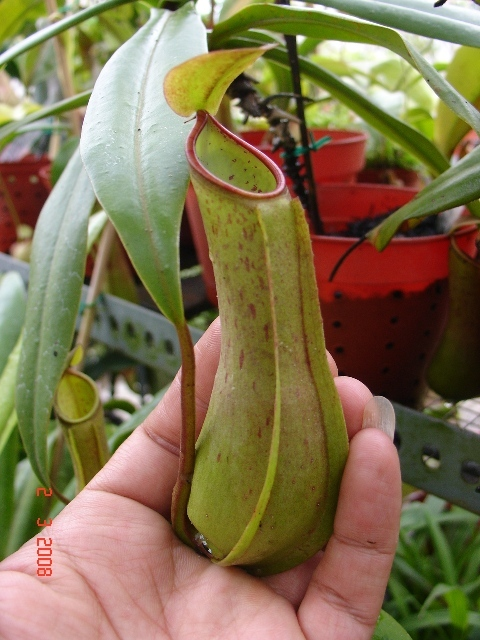
红脉猪笼草的下位笼

## 扩展阅读
- 食虫植物数据库中红脉猪笼草的信息 （页面存档备份，存于）
- 食虫植物照片搜寻引擎中红脉猪笼草的照片 （页面存档备份，存于）

 维基共享资源上的相關多媒體資源：红脉猪笼草
 維基物種上的相關：红脉猪笼草